# Eurhynchinae
Die Eurhynchinae sind eine kleine Unterfamilie der Käfer (Coleoptera). Sie gehören zu den Langkäfern (Brentidae). Weltweit sind etwa 30 Arten bekannt. Über Rang und Status der Familie existieren in der Wissenschaft unterschiedliche Auffassungen.

## Merkmale
Es handelt sich um kleine, mehr oder weniger oval geformte Käfer mit ovalen Flügeldecken und diesen gegenüber merklich verschmälertem Pronotum. Die Körperoberfläche ist bei manchen Arten glatt und glänzend, bei anderen dicht beschuppt und matt. Einige Arten sind auffallend farbig gezeichnet (Aposematismus oder Warntracht) oder metallisch glänzend.
Die Eurhychinae gehören zu den basaleren Curculionoidea mit geraden, nicht geknieten Antennen („Orthoceri“) und mit dem ursprünglicheren Bau der männlichen Genitalien (mit Tergit 11 als Tectum: „pedotectal“). Weitere ursprüngliche (plesiomorphe) Merkmale sind bewegliche Sporne an den Enden der Schienen (Tibien) der Beine und Antennen mit einer locker gegliederten, dreigliedrigen Keule. Der Kopf trägt einen schmalen, geraden oder gekrümmten Rüssel. Die Labialpalpen sind sehr klein und zweisegmentig, die Maxillarpalpen dreigliedrig. Die Mandibeln an der Rüsselspitze tragen drei starke Zähne. Die Augen sind fein facettiert, nicht wie bei den Brentidae von einer gemeinsamen, glatten Cornea bedeckt. Die Hüfthöhlen der Vorderbrust sind miteinander verbunden. Am Hinterleib sind die Bauchplatten (Sternite) der ersten beiden (sichtbaren) Segmente dicht aneinander gerückt und gegeneinander nicht beweglich, aber durch eine deutlich erkennbare Naht getrennt und nicht verschmolzen. Die Vordertibien besitzen eine beborstete Aussparung, die zur Reinigung der Antennen dient. Eine Besonderheit der Weibchen ist ein zu einem langen Dornfortsatz umgebildeter achter Sternit, der vermutlich bei der Eiablage unterstützend eingesetzt wird. Der eigentliche Ovipositor ist aber kurz und membranös.
Die meisten Arten sind dadurch auffallend, dass auf der Rückenseite der Flügeldecken einer oder zwei große, nadelspitze Dornen sitzen (sehr auffallend bei der Gattung Aporhina, z. B. bei Aporhina australis). Die Gattung Ctenaphides ist innerhalb der Curculionoidea einzigartig durch die Antennen des Männchens, deren Glieder seitlich lange Fortsätze tragen („gekämmte“ Antennen).

## Lebensweise
Über die Biologie der meisten Arten ist wenig bis nichts bekannt. Soweit bekannt, bohren die Larven in Zweigen von Laubbäumen, Eurhynchus laevior in Persoonia und Aporhina australis in Litsea (Familie Lorbeergewächse).

## Systematik
Der Status der Eurhynchinae ist umstritten. Während einige Wissenschaftler sie als eigenständige Familie ansehen, betrachten andere sie nur als Unterfamilie einer weit gefassten Familie Brentidae oder sogar nur als Tribus der Brentinae. Die genaue Stellung der Familie und ihr Schwestergruppenverhältnis ist unklar. Bei einer molekularen Analyse gruppierten sie innerhalb der Brentidae.
Die Eurhynchinae umfassen nur drei Gattungen:
- Aporhina
- Ctenaphides
- Eurhynchus.

## Verbreitung
Die Tiere lebt ausschließlich in Australien (drei Gattungen) und Neuguinea (nur Gattung Aporhina mit 20 Arten).

## Fossilien
Eine Art, die den Eurhynchinae zugeordnet wurde, stammt als Kompressionsfossil aus Kalkstein der kreidezeitlichen Santana-Formation in Brasilien. Eine weitere Art wurde in Botswana gefunden.

## Belege